# بلچرتاون (حوزه سرشماری)، ماساچوست
بلچرتاون (به انگلیسی: Belchertown) یک منطقهٔ مسکونی در ایالات متحده آمریکا است که در شهرستان همپشر، ماساچوست واقع شده‌است. بلچرتاون ۱۳٫۰۴ کیلومتر مربع مساحت و ۲٬۸۹۹ نفر جمعیت دارد و ۱۸۵ متر بالاتر از سطح دریا واقع شده‌است.